# Centro Ernst Ruska
El Centro Ernst Ruska de Microscopia y Espectroscopía con Electrones (ER-C) es parte del Centro de Investigación Jülich, que pertenece a la Asociación Helmholtz de Centros de Investigación Alemán. El ER-C consta de tres divisiones del instituto: ER-C-1 "Física de los sistemas a nanoescala", ER-C-2 "Ciencia e ingeniería de los materiales" y ER-C-3 "Biología estructural". 
El ER-C es una plataforma de competencias gestionada conjuntamente por el Centro de Investigación Jülich y la Universidad Técnica de Aquisgrán (RWTH Aachen). Manejado como un centro de usuarios nacional e internacional que proporciona acceso a los instrumentos, métodos y conocimientos más avanzados a las universidades, los institutos de investigación y la industria.
El ER-C realiza investigación fundamental en microscopía electrónica, centrándose en el desarrollo de métodos y la aplicación de la microscopía electrónica de transmisión de alta resolución (HRTEM) y la microscopía electrónica de transmisión de barrido (STEM) en física, química y biología. 

## Historia
El contrato para la fundación del Centro Ernst Ruska fue firmado el 27 de enero de 2004 por el entonces rector de la Universidad RWTH Aachen, Burkhard Rauhut y el director del Centro de Investigación Jülich, Joachim Treusch. En presencia de miembros de la familia del físico y Premio Nobel alemán Ernst Ruska y de representantes de la investigación internacional en microscopía electrónica, la instalación fue inaugurada el 28 de mayo de 2006. El 1 de enero de 2017, el ER-C recibió el estatus de instituto independiente en el Centro de Investigación Jülich. De acuerdo con la agenda de infraestructuras de investigación del Ministerio Federal de Educación e Investigación de Alemania (BMBF), el ER-C se está ampliando actualmente bajo la denominación ER-C 2.0. De este modo, el ER-C está creando incentivos para que las empresas, que trabajan con nuevos materiales, se instalen en la antigua zona del lignito de Renania. Así contribuyan a la formación de una región de competencia en materia de materiales y tecnologías innovadoras, promoviendo así el cambio estructural. 

## Recursos instrumentales

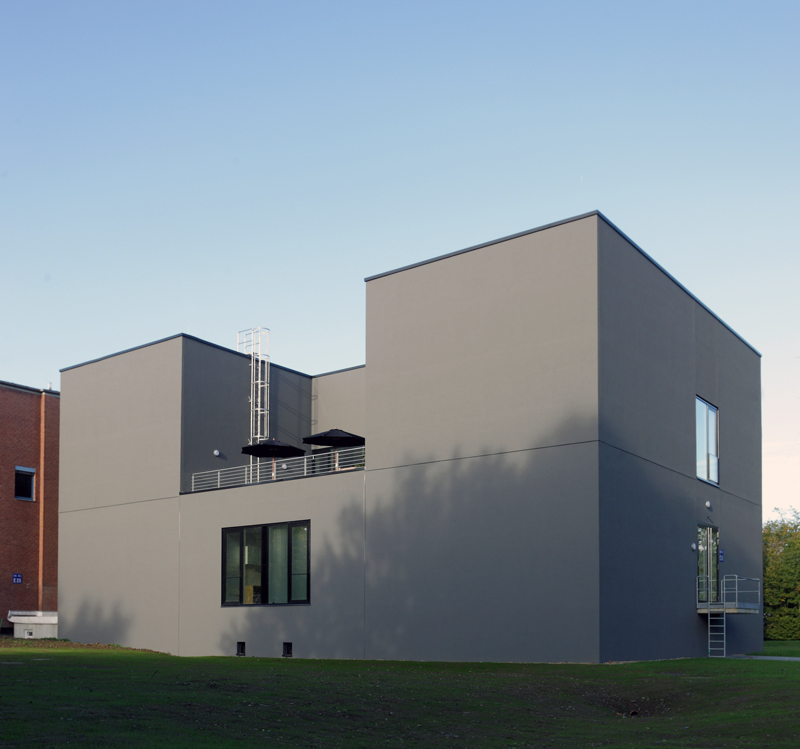
Edificio del ER-C junto a los laboratorios, inaugurado el 29 de septiembre de 2011, que alberga al PICO y otros cuatro microscopios electrónicos.

El ER-C desarrolla nuevos métodos y tecnologías en el campo de la microscopía electrónica, con especial atención a las técnicas de ultra alta resolución para el estudio de materiales sólidos, blandos y sistemas biológicos. En el ER-C se opera tanto con microscopios electrónicos convencionales como los de última generación. La instrumentación incluye los microscopios electrónicos de barrido ordinarios, hasta los instrumentos altamente especializados con corrección de aberraciones para la obtención de imágenes estructurales y la espectroscopia con resolución sub-Å, las mediciones cuantitativas de la distribución del campo electromagnético mediante técnicas de contraste de fase que incluyen la holografía electrónica fuera del eje “off-axis electron holography” y el 4D STEM. El ER-C dispone actualmente de siete instrumentos con corrección de aberraciones.
Por primera vez en Europa, el 29 de febrero del 2012, se puso en funcionamiento en el ER-C un instrumento con corrector de la aberración esférica y cromática. Este dispositivo, denominado "PICO", permite determinar las posiciones atómicas en los materiales con una resolución espacial de 50 picómetros con una precisión de 1 picómetro. También está equipado con un monocromador, un biprisma de electrones, un espectrómetro de pérdida de energía de electrones (EELS) y un detector de recuento directo de electrones “direct electron counting detector”. 
Para los experimentos in situ y las mediciones cuantitativas de los campos electromagnéticos se utiliza un microscopio electrónico de transmisión con corrección de la aberración esférica, equipado con una gran separación de la pieza polar del objetivo (11 mm), un sistema de doble biprisma y un detector de recuento directo de electrones. Este instrumento también se utiliza para el desarrollo de métodos avanzados, como la transferencia de muestras en ultra alto vacío (UHV), la iluminación láser, la magnetización in situ y los experimentos a baja temperatura.
Con la instalación de instrumentos de última generación, la criomicroscopía electrónica es ahora también una parte integral del ER-C: un 300 kV Titan Krios G4 (operativo a partir del verano de 2021) y un 200 kV Talos Arctica, equipado con detectores Gatan Bioquantum K3.

## Programa científico

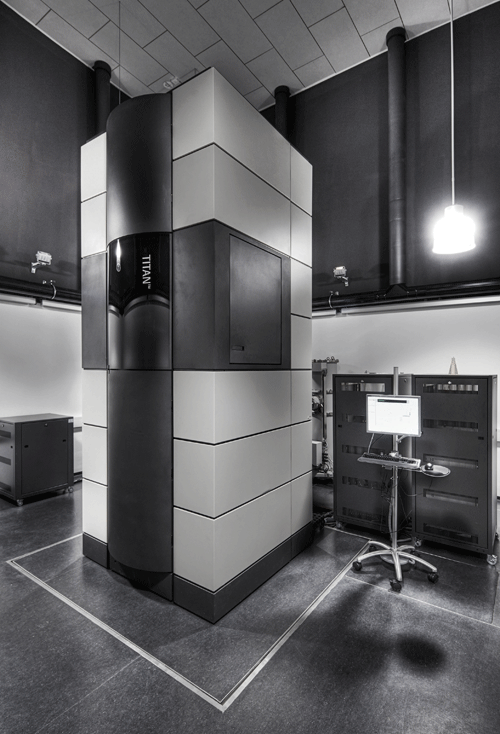
El FEI Titan 50-300 PICO es un (S)TEM con doble corrección de aberración esférica y cromática junto con un monocromador, dos biprismas de electrones y un detector de electrones directo tras un filtro de energía de poscolumna. Permite una resolución espacial inferior a 50 pm tanto en modo TEM como STEM.

El ER-C consta de tres divisiones científicas con temas de investigación específicos:
1. ERC-1 (física de estados sólido y química): Se centra en la electrocerámica y los óxidos nanoelectrónicos, los materiales para la “green IT”, la cartografía de campos electromagnéticos, óptica de electrones y el desarrollo de métodos, aleaciones metálicas y el crecimiento de cristales, la catálisis, nanofabricación y detección cuántica, microscopía de túnel de barrido y espectroscopia, y microscopía electrónica de transmisión de barrido con resolución de impulsos.
2. ERC-2 (Ciencia e Ingeniería de Materiales): Se especializa en membranas para la separación de gases, materiales para baterías, medios de almacenamiento no volátiles y aceros de alto rendimiento.
3. ERC-3 (Biología estructural): Se centra en la criomicroscopía electrónica (cryo-EM) utilizando un enfoque integral de una sola partícula y tomografía para estudiar las estructuras biológicas de la membrana autofagia y endocitosis.
Los usuarios externos pueden acceder a las instalaciones a través de la oficina de usuarios del ER-C.